# Мокино (Нытвенский район)
Мокино — село в составе Григорьевского сельского поселения Нытвенского района Пермского края. Известно с 1747 г. как деревня Мокина. Селом стало в 1898 г., когда здесь была построена церковь.

## История
До революции село относилось к Оханскому уезду Пермской губернии.